# جون بروكبانك
جون بروكبانك (بالإنجليزية: John Brockbank)‏ (و. 1848 – 1896 م) هو لاعب كرة قدم، ولاعب كريكت بريطاني، مركز لعبه هو مهاجم، توفي عن عمر يناهز 48 عاماً.

## التعليم
تعلم في كلية الثالوث، كامبريدج، وتعلم في مدرسة شروزبري ‏
.